# Cyperus kibweanus
Cyperus kibweanus är en halvgräsart som beskrevs av Jacques Duvigneaud. Cyperus kibweanus ingår i släktet papyrusar, och familjen halvgräs.
Artens utbredningsområde är Kongo-Kinshasa. Inga underarter finns listade i Catalogue of Life.